# Mandirituba
Mandirituba este un oraș în Paraná (PR), Brazilia.